# Европейские сухопутные черепахи
Европейские сухопутные черепахи (лат. Testudo) — род сухопутных черепах.
В роде четыре редких вида с длиной панциря до 35 см, населяющих Южную Европу, Северную Африку и Западную Азию. 
Все эти виды занесены в Красную книгу МСОП.

## Виды
- Testudo marginata Schoepff, 1792 — Окаймлённая сухопутная черепаха, или сухопутная зубчатая черепаха
  - обитающий на Пелопоннесе подвид иногда рассматривают как отдельный вид Testudo weissingeri
- Testudo graeca Linnaeus, 1758 — Средиземноморская черепаха, или греческая черепаха
  - включает около 13 подвидов; иногда из состава Testudo graeca выделяют отдельные виды: Testudo zarudnyi, Testudo terrestris, Testudo perses, Testudo nabeulensis, Testudo buxtoni, Testudo floweri, Testudo antakyensis
- Testudo hermanni Gmelin, 1789 — Балканская черепаха, иногда этот вид выделяется в род Eurotestudo, а подвиды рассматриваются как виды Eurotestudo hermanni и Eurotestudo boettgeri
- Testudo kleinmanni Lortet, 1883 — Египетская черепаха
  - восточный подвид, обитающий в Египте восточнее Нила и Израиле, иногда рассматривают как отдельный вид Testudo werneri
- Среднеазиатскую черепаху (Testudo horsfieldii Gray, 1844), которую в российской герпетологии принято выделять в монотипичный род Agrionemys, большинство западных исследователей рассматривают в составе рода Testudo.

Ранее к роду Testudo относили также виды, составляющие сейчас род Indotestudo.